# 平田賢
平田 賢（ひらた まさる、1931年8月13日 - 2020年3月）は、日本の工学者（熱工学）。東京大学名誉教授。

## 経歴
1931年、東京生まれ。1950年、東京高等師範学校附属中学校・東京教育大学附属高等学校（現・筑波大学附属中学校・高等学校）を卒業。1954年、東京大学工学部を卒業。1959年、東京大学に学位論文を提出して工学博士号を取得。
1986年から1987年、東京大学工学部教授。1988年より東京大学先端科学技術研究センター教授。1992年に東京大学を退官した後は、芝浦工業大学で教鞭をとった。2005年4月1日から2007年11月30日まで芝浦工業大学学長を務めた。学界では、1988年から1989年まで日本伝熱学会会長。1991年から1992年まで日本舶用機関学会会長。

## 受賞・栄典
- 1993年：日本機械学会熱工学部門永年功績賞を受賞。
- 2001年：日本マリンエンジニアリング学会土光記念賞を受賞。
- 2004年：熱・物質移動国際センター（ICHMT）A.V. Luikov（ロシア語版）記念賞を受賞。
- 2011年：瑞宝中綬章を受章[5]。

## 研究内容・業績
コジェネレーションの権威として研究を牽引した。